# Hanuš Wihan
Répertoire
Concerto pour violoncelle en si mineur d'Antonín Dvořák
Hanuš Wihan (né le 5 juin 1855 à Police nad Metují - décédé le 1er mai 1920 à Prague) est un violoncelliste tchèque de renom. Son nom est étroitement lié à des œuvres de Dvořák, dont le Rondo en sol mineur, Op. 94, la courte pièce Klid (« Tranquillité »), Op. 68, et plus particulièrement le Concerto pour violoncelle en si mineur, op. 104 qui lui ont tous été dédiés. Il était le fondateur et plus tard le violoncelliste du Quatuor à cordes tchèque, qui a été célèbre pendant les quarante ans de son existence.

## Biographie
Hanus Wihan est le fils de Václav Wihan, un greffier du tribunal. Son talent musical naturel a été décelé alors qu'il avait 11 ans par le directeur du Conservatoire de Prague, Josef Krejčí qui l'a poussé à étudier la musique. Hanuš Wihan a étudié avec František Hegenbarth (de 1881 à 1887) au Conservatoire de Prague à partir de l'âge de treize ans. Il a terminé ses études avec Karl Davidov au Conservatoire de Saint-Pétersbourg. Il est devenu un professeur au Mozarteum de Salzbourg à dix-huit ans. Il a rejoint l'orchestre privé d'un mécène russe à Nice et Lugano, puis est allé pendant un an dans l'orchestre de Benjamin Bilse à Berlin (le précurseur de l'Orchestre philharmonique de Berlin), dont le premier violon était son compatriote Karel Halíř. Il est allé ensuite dans l'orchestre du prince Schwarzenburg à Sondershausen, où il est devenu un ami proche de Franz Liszt, et à l'orchestre de la cour à Munich, où Franz Strauss était le premier cor. Il est resté à Munich pendant huit ans , fréquentant les cercles de Hans von Bülow, Richard Wagner (qui l'a engagé pour jouer au Festival de Bayreuth) et Richard Strauss, le fils de Franz. Richard Strauss a dédié le Quatuor à cordes en la mjeur, Op. 2 à Wihan et aux autres membres du Quatuor à cordes Walter (Benno Walter, Michael Steiger et Anton Thoms) qui ont créé ce quatuor. Richard Strauss a également dédié à Wihan sa seule Sonate pour violoncelle en fa, Op. 6 (que Wihan a créée à Nuremberg le 8 décembre 1883). Strauss a également écrit la Romance pour violoncelle et orchestre de Wihan, mais ne la lui a pas dédié ; Wihan l'a créée le 15 février 1884 à Baden-Baden.
À cette époque, Hanuš Wihan a épousé Dora (née Weis), une pianiste de Dresde. Dora est tombée amoureuse de Richard Strauss, qui avait cinq ans de moins que lui. Wihan était très jaloux par nature et a rompu son mariage avec Dora. Il est ensuite retourné à Prague.

## Carrière

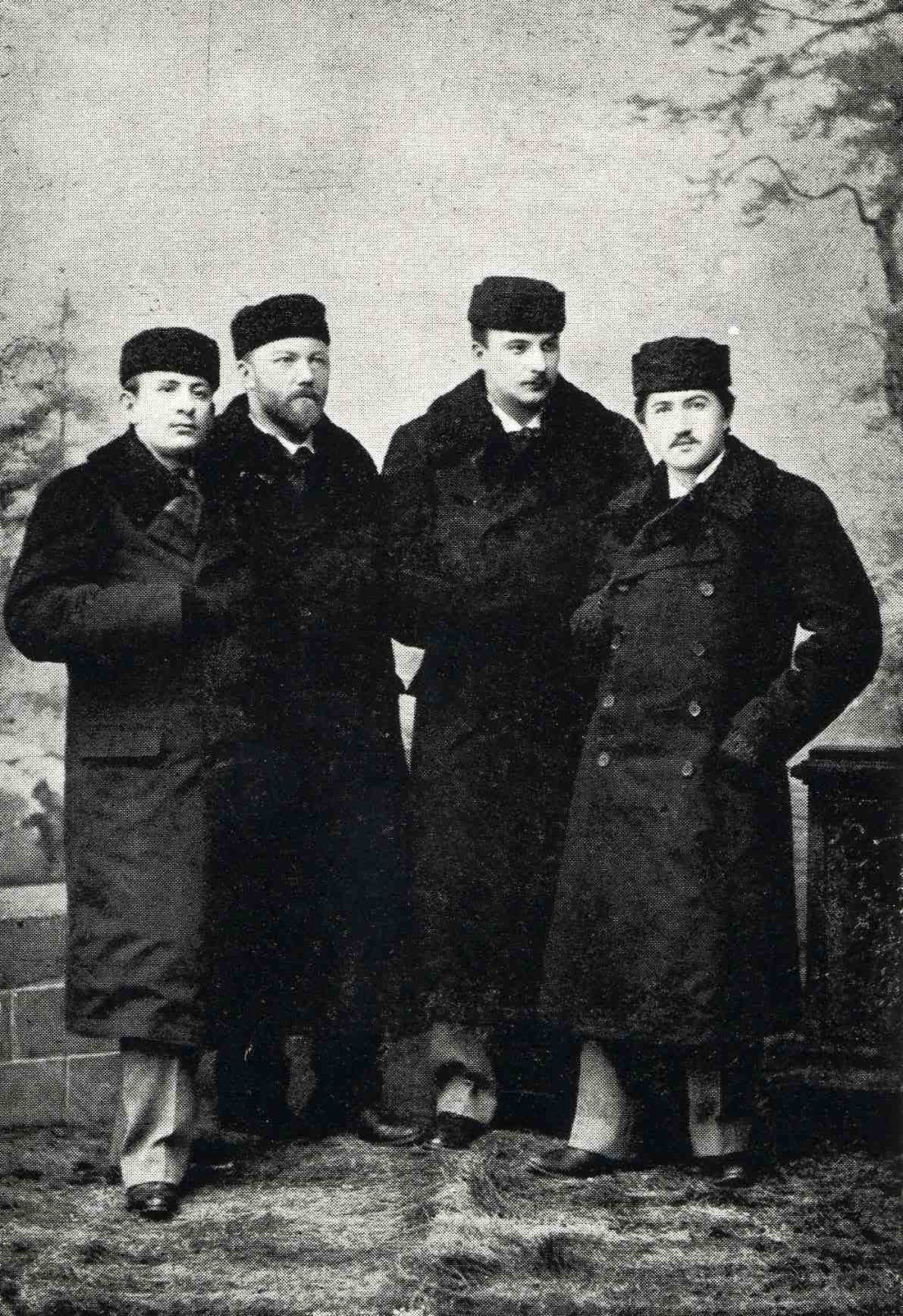
Membres du Quatuor à cordes tchèque : de gauche à droite Karel Hoffmann, Hanuš Wihan, Oskar Nedbal et Josef Suk.

Il a eu une carrière très réussie en tant que virtuose et professeur, succédant à son maître Hegenbarth en 1888. Il a fait de nombreuses tournées comme soliste et musicien de chambre, en particulier en Russie à partir de 1894. Tchaïkovski l'a entendu jouer lors d'un concert à Prague en 1888 et a offert de l'aider à organiser quelques apparitions en Russie. Il a également fréquemment sollicité l'avis de Karl Davidov, et maintenu une correspondance régulière avec les deux musiciens, Davidov et Tchaïkovski.
En 1891 Hanuš Wihan a constitué le Quatuor à cordes de Bohême avec Karel Hoffmann et Josef Suk violonistes, et l'altiste Oskar Nedbal — tous des élèves d'Antonín Bennewitz — et son propre élève le violoncelliste Otakar Berger. Il n'a pas joué avec eux au début, mais leur a communiqué ses idées et a géré leurs apparitions. En 1892, le nom Quatuor à cordes tchèque a été adopté. Wihan a remplacé Otakar Berger quand ce dernier est tombé malade en 1893 et a rejoint l'ensemble de façon permanente après la mort de Berger en 1897. Le Quatuor a fait des tournées dans de nombreux pays européens. Il est devenu fortement associé avec le Quatuor à cordes no 1 en mi mineur « De ma vie » de Bedřich Smetana. Sergueï Taneïev en Russie a été particulièrement impressionné, a joué avec eux à plusieurs reprises, et leur a dédié son Quatuor à cordes no 4.
En 1892, Wihan a fait une tournée de cinq mois dans les villes tchèques avec Antonín Dvořák et Ferdinand Lachner, au cours de laquelle Dvořák a écrit le Rondo en sol mineur, que Wihan a créé à Chrudim. Le trio a aussi créé le Trio Dumky de Dvořák (1891).
Wihan avait demandé à Dvořák d'écrire un concerto pour violoncelle pour lui, mais le compositeur avait toujours maintenu un concerto était pas la meilleure façon d'afficher les points forts d'un violoncelle, car il serait submergé par l'orchestre. Cependant, en 1894-1895, Dvořák a écrit le Concerto pour violoncelle en si mineur, à New York, en ayant à l'esprit le jeu de Hanuš Wihan. Wihan a fait diverses suggestions d'amélioration, dont certaines ont été acceptées par Dvořák. Mais Dvořák a refusé la cadence que Wihan lui a proposée pour le mouvement final car il voulait dans ce mouvement rendre un hommage à sa belle-sœur gravement malade. Il était prévu que Wihan effectuerait la création de l'œuvre à Londres, le 19 mars 1896, mais ses obligations contractuelles avec le Quatuor à cordes tchèque étaient incompatibles avec la seule date possible pour la première. Le soliste a été Leo Stern alors peu connu. Wihan a joué le concerto à La Haye (sous la direction de Willem Mengelberg, ou de Dvořák), à Amsterdam et à Budapest (ce dernier concert sous la baguette du compositeur). Il a pris part à la première du Quatuor à cordes en sol majeur op. 106 de Dvořák, cette année. La partition originale de Dvořák, avant qu'il ne l'aie modifié suivant les suggestions de Wihan, a été jugée comme « beaucoup plus musicale », et cette version est jouée de temps en temps.
Wihan a continué de jouer avec le Quatuor à cordes tchèque pendant quelques années, et dans les dernières étapes de sa carrière, il a réduit ses apparitions en tant que soliste et chambriste et est apparu exclusivement avec le Quatuor. Il a pris sa retraite en 1914. Il a été remplacé dans le Quatuor par Ladislav Zelenka.
En 1919, après la réorganisation du Conservatoire de Prague, il a été nommé professeur de musique de chambre et professeur de violoncelle, et assuré ces postes jusqu'à sa mort l'année suivante. Parmi ses élèves, on trouve Artur Krasa, Otakar Berger, Jan Burian, Julius Junek, Rudolf Pavlata, Maximilian Škvor et Bedřich Vaska.
Il est mort à Prague âgé de 64 ans le 1er mai 1920, le jour anniversaire de la mort de Dvořák en 1904.
En 1985 a été créé le Wihan Quartet (en) en mémoire de Hanuš Wihan par des membres de l'Académie de Prague.